# Puchar Świata w narciarstwie alpejskim 1991/1992
Sezon 1991/1992 Pucharu Świata w narciarstwie alpejskim rozpoczął się 23 listopada 1991 w amerykańskim Park City (mężczyźni) i 30 listopada 1991 w austriackim Lech (kobiety), a zakończył 22 marca 1992 w szwajcarskiej Crans-Montanie. Była to 26. edycja pucharowej rywalizacji. Rozegrano 30 konkurencji dla kobiet (7 zjazdów, 7 slalomów gigantów, 6 supergigantów, 8 slalomów specjalnych oraz 2 kombinacje) i 34 konkurencje dla mężczyzn (9 zjazdów, 7 slalomów gigantów, 6 supergigantów, 9 slalomów specjalnych oraz 3 kombinacje).
Puchar Narodów (łącznie) zdobyła reprezentacja Austrii, wyprzedzając Szwajcarię i Niemcy.

## Puchar Świata w narciarstwie alpejskim kobiet
Wśród kobiet najlepszą zawodniczką okazała się Austriaczka Petra Kronberger, która zdobyła 1262 punkty, wyprzedzając Francuzkę Carole Merle i reprezentantkę Niemiec Katję Seizinger.
W poszczególnych klasyfikacjach tryumfowały:
- Katja Seizinger – zjazd
- Vreni Schneider – slalom
- Carole Merle – slalom gigant
- Carole Merle – supergigant
- Sabine Ginther – kombinacja

## Puchar Świata w narciarstwie alpejskim mężczyzn
Wśród mężczyzn najlepszym zawodnikiem okazał się Szwajcar Paul Accola, który zdobył 1699 punktów, wyprzedzając Włocha Alberto Tombę i reprezentanta Luksemburga Marca Girardelliego.
W poszczególnych klasyfikacjach tryumfowali:
- Franz Heinzer – zjazd
- Alberto Tomba – slalom
- Alberto Tomba – slalom gigant
- Paul Accola – supergigant
- Paul Accola – kombinacja

## Puchar Narodów (kobiety + mężczyźni)
- 1.  Austria – 11012 pkt
- 2.  Szwajcaria – 10142 pkt
- 3.  Niemcy – 6063 pkt
- 4.  Włochy – 5709 pkt
- 5.  Norwegia – 4461 pkt